# Ipomoea tenuicaulis
Ipomoea tenuicaulis är en vindeväxtart som beskrevs av A. Cheval. Ipomoea tenuicaulis ingår i släktet praktvindor, och familjen vindeväxter. Inga underarter finns listade i Catalogue of Life.